# Emperor Group

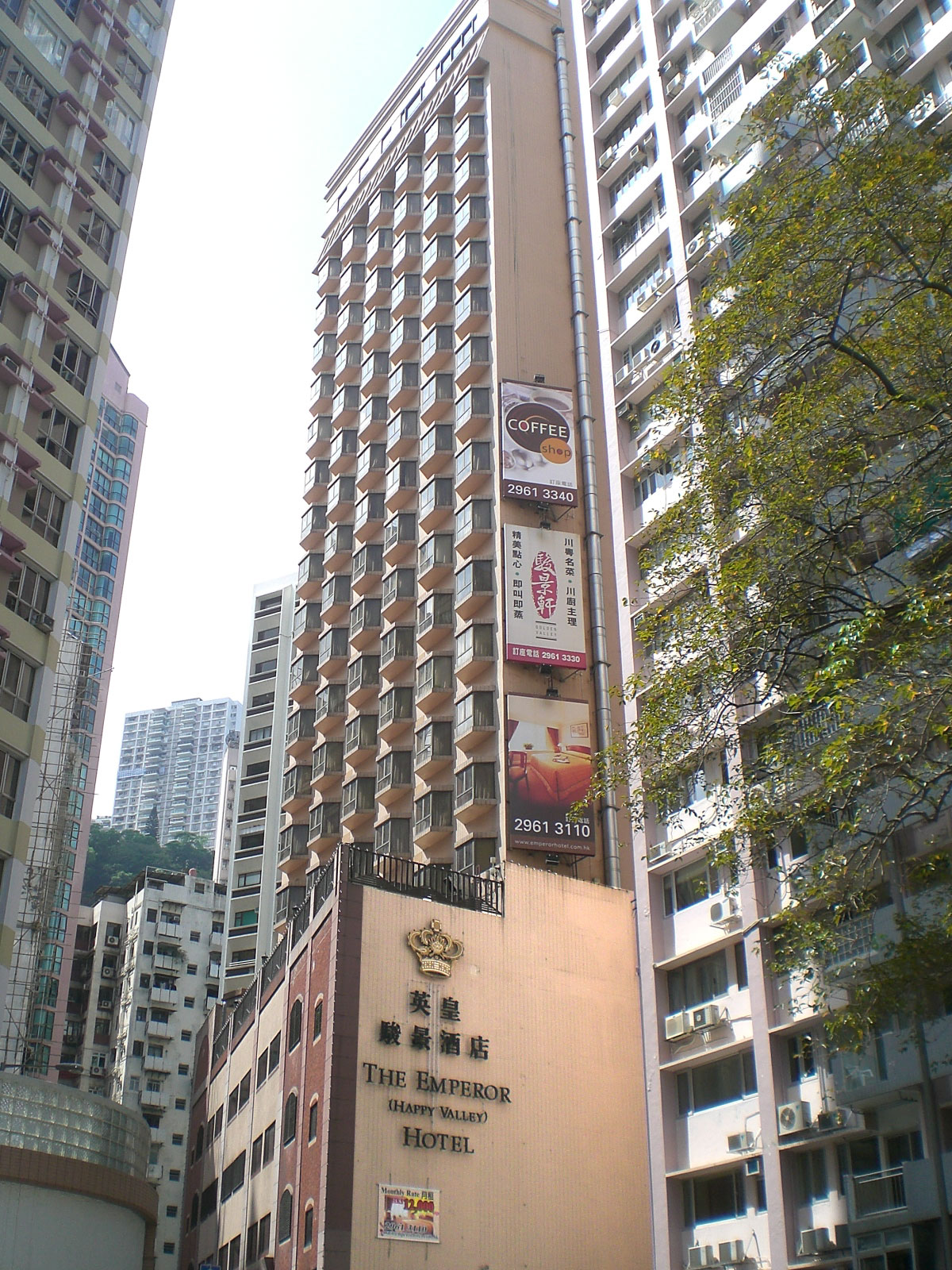
Отель Emperor в Гонконге

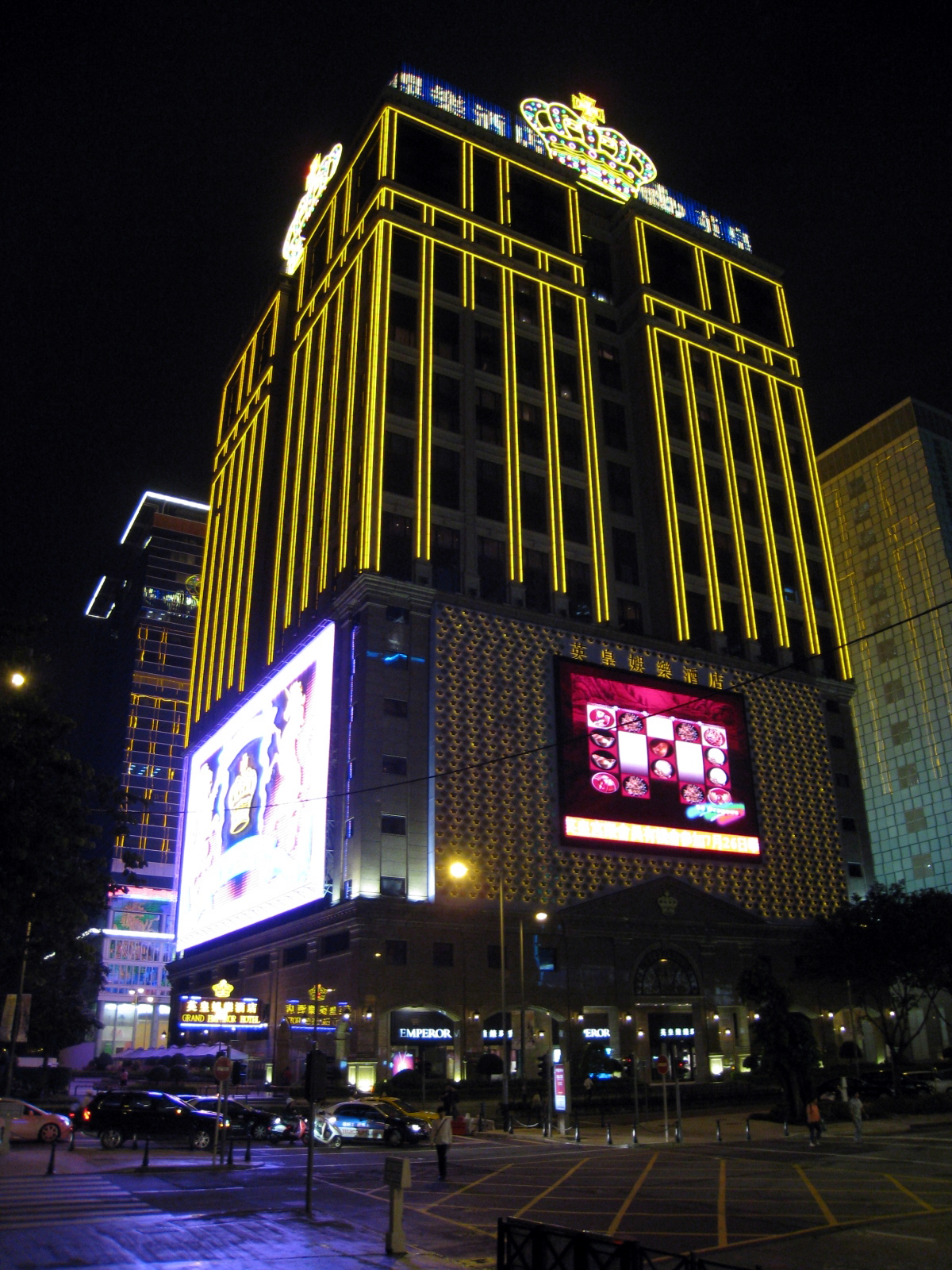
Отель Emperor в Макао

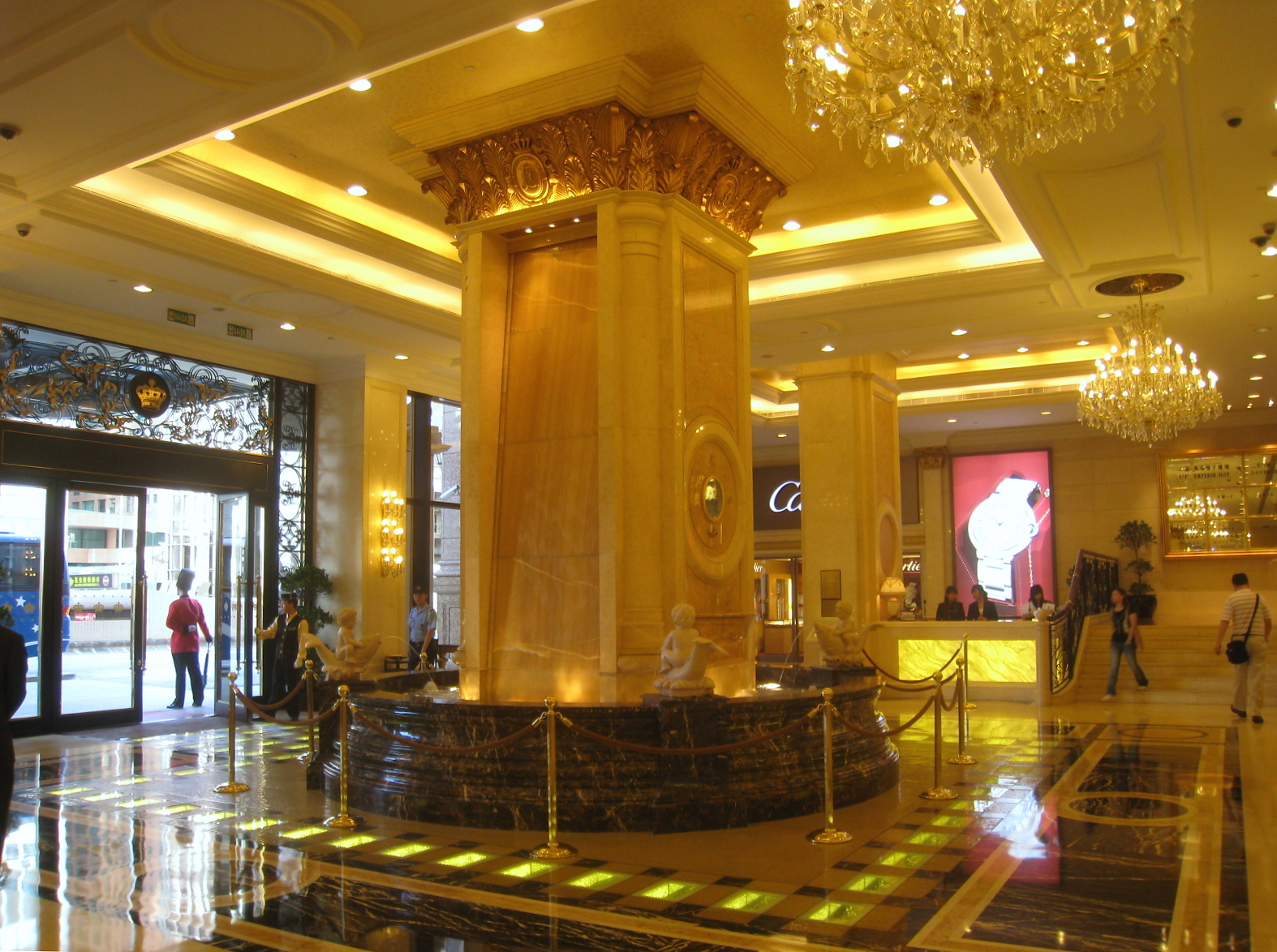
Отель Emperor в Макао

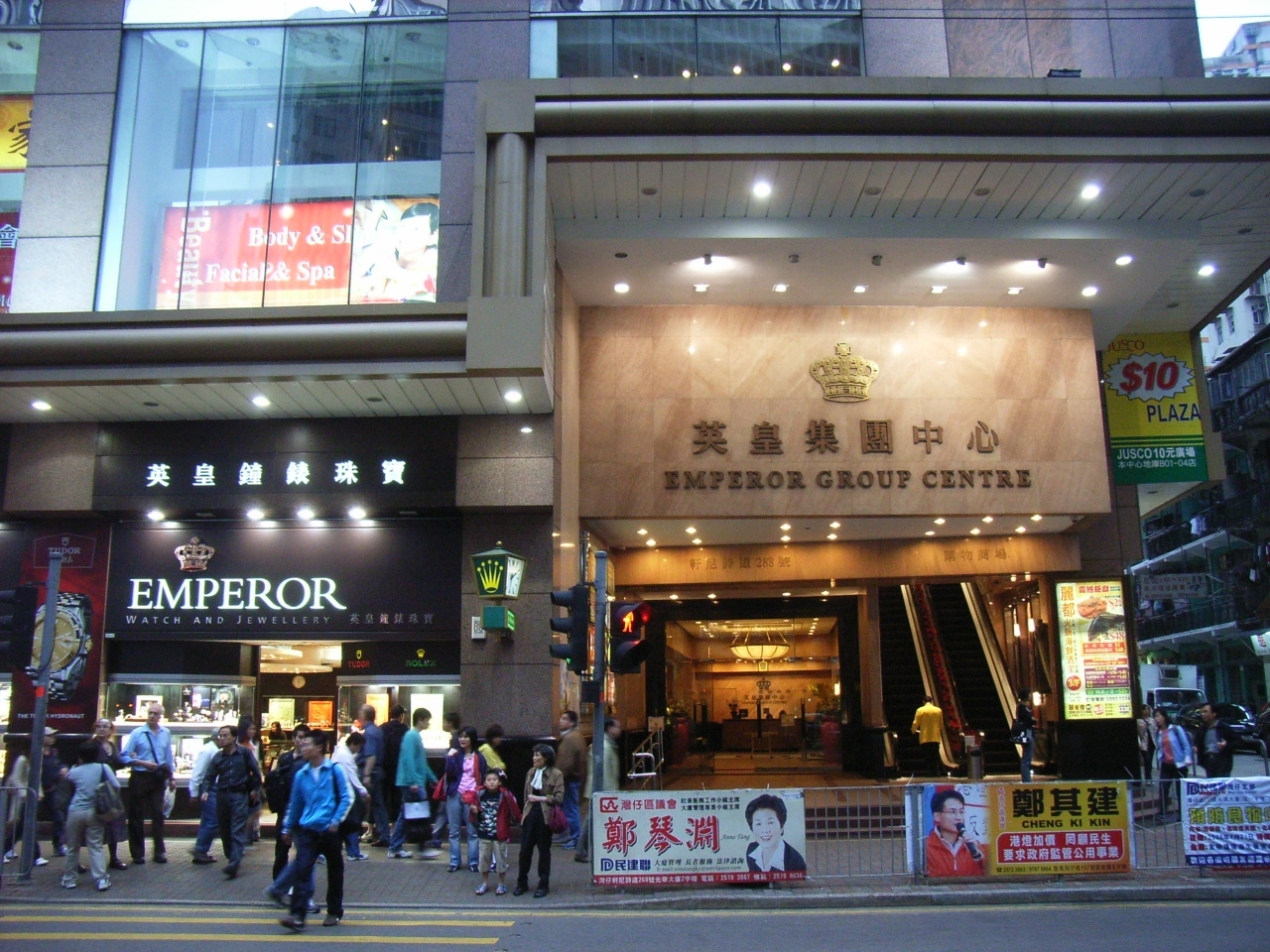
Офисный центр Emperor

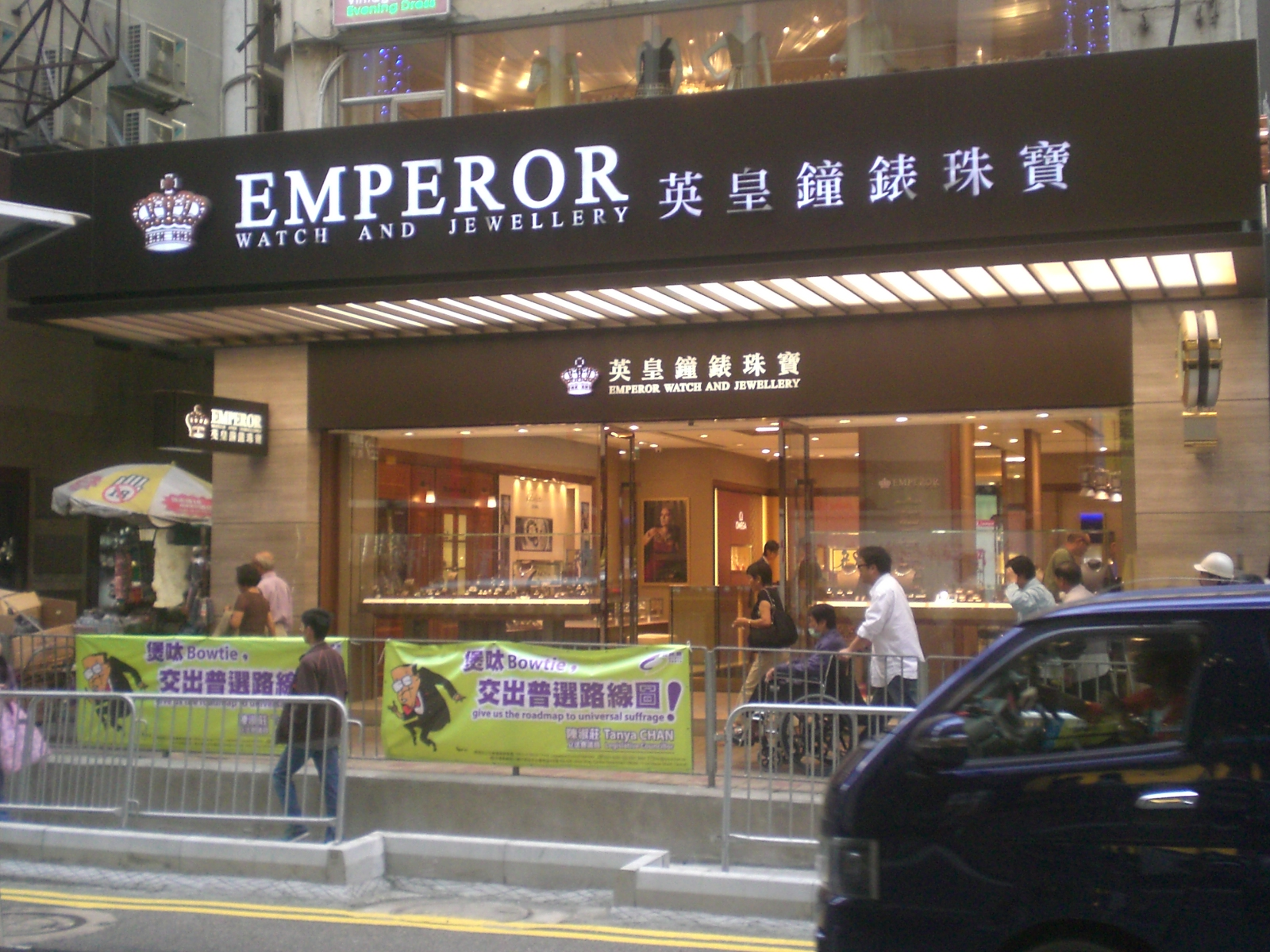
Ювелирный магазин Emperor

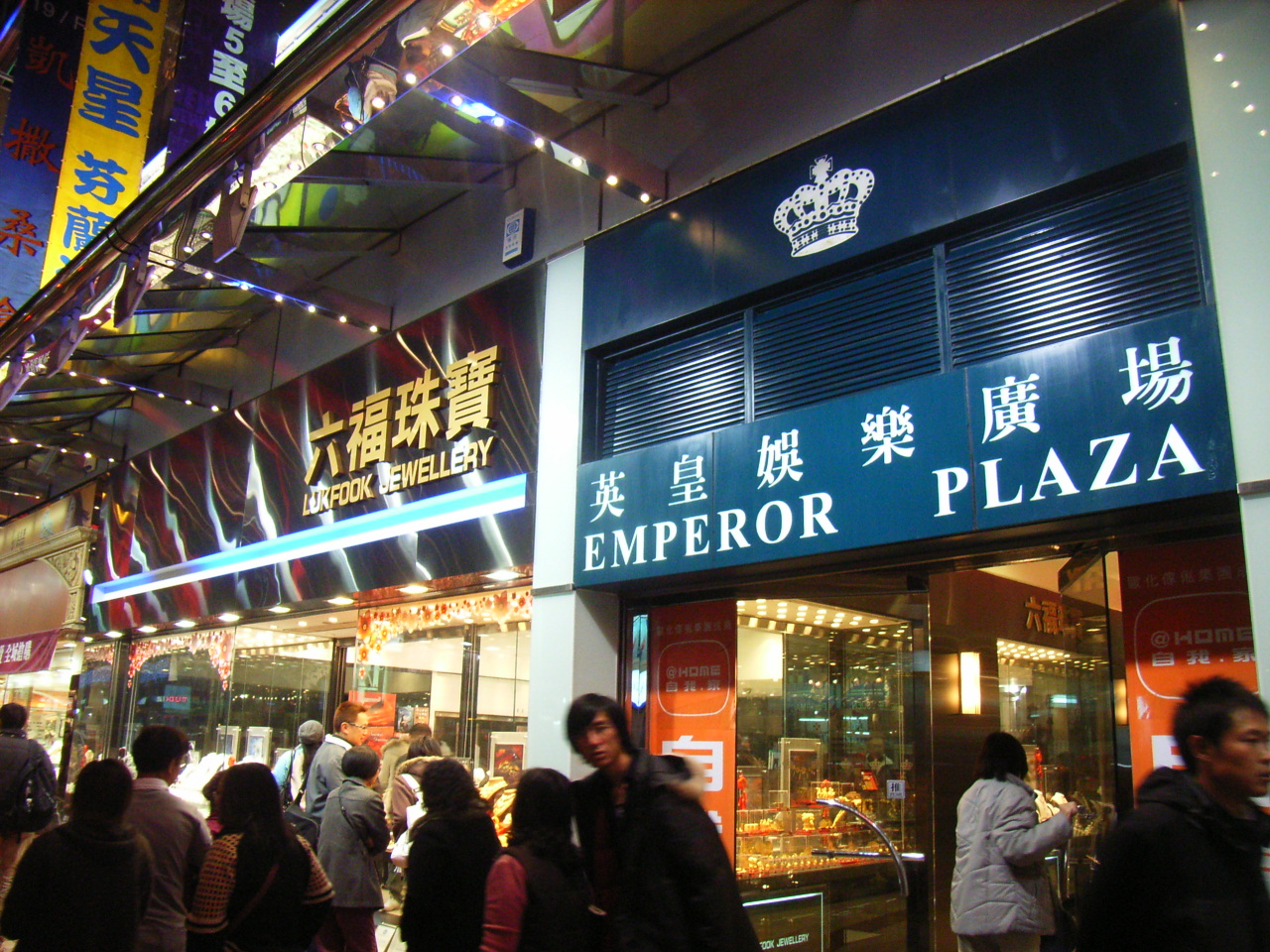
Ювелирный магазин Emperor

Emperor Group (英皇集團) — многопрофильный конгломерат, базирующийся в Гонконге (штаб-квартира расположена в округе Ваньчай). Принадлежит миллиардеру Альберту Юнгу (Ёнгу).

## История
Бизнес группы начался в Гонконге в 1942 году с открытия бизнесменом Ёнг Шингом небольшого часового магазина в Коулуне. В 1964 году его сын Альберт Ёнг открыл свой собственный магазин часов и занялся развитием бренда Emperor. Вскоре он стал торговать и ювелирными изделиями, а в 70-х годах занялся недвижимостью.

## Структура
Emperor Group специализируется на недвижимости, финансовых услугах, развлечениях, продаже часов, ювелирных изделий и мебели, гостиничном и ресторанном бизнесе, средствах массовой информации. Более 7 тыс. сотрудников конгломерата работают в Гонконге, Макао, Китае, Таиланде, Индонезии, Корее, Японии, США и Европе.

### Emperor Financial Capital Group
Компания, основанная в 1978 году, является одним из крупнейших финансовых учреждений Гонконга (кроме того, её филиалы и представительства работают в Макао, Китае, Юго-Восточной Азии, Японии, Великобритании и США).
Её дочерняя компания Emperor Financial Services Group занимается операциями с валютами и драгоценными металлами, работой с клиентами и инвесторами. Основными подразделениями Emperor Financial Services Group являются: 
- Emperor International Exchange (Hong Kong) Company
- Emperor Bullion Investments (Asia)
- Emperor Gold and Silver Online
- Emperor Consultant

Другая дочерняя компания Emperor Financial Capital Group, Emperor Capital Group (основана в 1993 году, с 2007 года котируется на Гонконгской фондовой бирже), предоставляет брокерские услуги с ценными бумагами и фьючерсами, занимается корпоративными и личными финансами, инвестиционным консалтингом, предоставлением кредитов, торговлей драгоценными металлами. Основными подразделениями Emperor Capital Group являются:
- Emperor Securities
- Emperor Futures
- Emperor Capital
- Emperor Asset Management
- Emperor Wealth Management
- Emperor Credit
- Emperor Gold and Silver Company
- Emperor China Business Development Company

### Emperor International Holdings
Компания, основанная в 1990 году и зарегистрированная на Бермудах, является крупным оператором жилой, офисной, торговой и промышленной недвижимости, а также занимается гостиничным и ресторанным бизнесом. Основные активы Emperor International Holdings расположены в Гонконге, Макао и Китае. В Гонконге компания владеет обширными торговыми площадями на самых оживлённых улицах — Рассел-стрит, Локхарт-роуд и Кантон-роуд.
Среди крупнейших проектов Emperor International Holdings значатся жилые комплексы Emperor Height (Гонконг) и Emperor Riverside Garden (Сямынь), торговые центры Emperor Plaza (Гонконг) и Emperor Star City (Шанхай), офисный комплекс Emperor Group Centre (Гонконг).

### Emperor Entertainment Hotel
Компания основана в 1991 году для развития гостиничного направления группы. Владеет отелями Grand Emperor в Макао (открыт в 2006 году), Emperor (Happy Valley) в Гонконге и Emperor Hotel and Casino в Расоне.

### Emperor Watch & Jewellery
Компания, основанная в 1942 году, владеет сетью часовых и ювелирных магазинов в Гонконге, а также занимается производством ювелирных изделий (в 2008 году вышла на Гонконгскую фондовую биржу). Представляет бренды Rolex, Omega, Cartier и Patek Philippe.

### Ulferts
Компания, основанная в 1975 году, владеет сетью мебельных магазинов; в 1979 году начала производство и продажу матрасов под собственным брендом Ulfenbo.

### Emperor Multimedia Group
Компания является одним из лидеров индустрии развлечений Гонконга. 
- Emperor Entertainment Group — основана в 1999 году после покупки лейбла Fitto Record; занимается музыкальным и театральным бизнесом, продюсированием киноактёров и музыкантов, организацией концертов, производством, рекламой и дистрибуцией кино- и телепродукции, выпуском CD и DVD-дисков, розничной торговлей.
- Emperor Motion Picture Group — занимается производством фильмов и дистрибуцией видеоигр; в 2004 году совместно с Джеки Чаном создала дочернюю кинокомпанию JCE Movies.
- Music Icon Entertainment — занимается музыкальным бизнесом.

### New Media Group
Компания, основанная в 1999 году, занимается изданием журналов и книг (в 2008 году вышла на Гонконгскую фондовую биржу).
Кроме того, Emperor Group принадлежат популярная газета Hong Kong Daily News и полиграфическая компания Hong Kong Daily Offset Printing Company.